# Periscyphis verhoeffi
Periscyphis verhoeffi là một loài chân đều trong họ Eubelidae. Loài này được Arcangeli miêu tả khoa học năm 1929.